# Каплинская, Елена Сергеевна
Каплинская, Елена Сергеевна (17 октября 1928, Москва — 3 января 2014, Москва) — российский писатель, драматург, киносценарист, автор сценариев игровых и научно-популярных фильмов и повестей, член Союза писателей СССР, Союза журналистов России и Союза писателей Москвы.

## Биография
Елена Сергеевна Каплинская родилась в Москве в 1928-м году и училась в Музыкальной школе им. Гнесиных. В 1955 окончила сценарный факультет ВГИКа. Член Союза писателей СССР с 1978, а с 1994 член Союза журналистов РФ, лауреат конкурсов Беларусьфильма, конкурса им. Погодина и Международного конкурса на лучший женский рассказ в 1992.
Елена Каплинская работала с выдающимися кинорежиссёрами-современниками такими как Вадим Васильевич Костроменко, Виктор Абросимович Титов, Вячеслав Владимирович Бровкин и многими другими. Кроме киносценариев Каплинская писала театральные пьесы, повести, статьи и рассказы, которые публиковались в литературных журналах включая независимый литературно-художественный и общественно-политический журнал «Дружба народов».

## Литературное творчество
Елена Каплинская была коренной москвичкой и город играл центральную роль в её произведениях. В романе «Московская история» особую роль занимает образ города. Москва постоянно меняясь, остается в сердцах старожилов символом добра и справедливости. Роман родился из сложных процессов московской жизни 1970-х и начала 1980-х годов и стал предметом общественных и литературных дискуссий. Долгие годы автора связывали отношения с коллективом одного из старинных московских предприятий и произведение содержит очерки о его людях. Роман был переведён на французский язык в 1984 и издан в Париже издательством Мессидор, в серий «Тан Актуаль» — «Современный художественный роман».
Герои романа «Московский иллюзион» писательницы принадлежат к первому послевоенному поколению молодежи. Две московские улицы, Кропоткинская и Остоженка, сходящиеся к одной станции метро Кропоткинская, как и две судьбы главных героев книги родившихся и выросших на этих улицах, близки и в то же время очень различны. Роман также описывает историю семьи венгерских антифашистов Венгерского кино режиссёра документального кино и однокурсницы Каплинской во ВГИКе, Илоны Колонич.
Пьеса Елены Каплинской «Самая любимая» это память всем тем, кто погиб под Москвой, в Курской битве, защищая Ленинград и Сталинград. В 1988 году по мотивам рассказа Каплинской «Коробки, коробочки» Игорь Шадхан снял фильм «Опасный человек» — в основе его горящий план в конце квартала и необходимость спасти его.

## Романы
- Московская история : Роман, Москва, Профиздат, 1983
- Московский иллюзион : Роман, Москва,, Профиздат 1991

## Пьесы
- Весенние порядки, М. : Искусство, 1963
- Дежурство, М. : Искусство, 1964
- Глухомань, М. : Искусство, 1965
- Пирс для влюбленных, М. : Искусство, 1965
- Ты самая любимая[источник не указан 1522 дня]

## Рассказы
- Не покупайте корову, если не умеете её доить, 1993 — лауреат Международного конкурса на лучший женский рассказ 1992, сборник «Чего хочет женщина», Москва, «Линор», «Амрита» 1993
- Коробки, коробочки, рассказ, 1988

## Фильмография
- 1991 Его отпуск, мелодрама. Режиссёр: Полока, Геннадий Иванович, Дубровин, Юрий Дмитриевич
- 1988 Опасный человек (по мотивам рассказа «Коробки, коробочки»)
- 1979 Шкура белого медведя, Одесская киностудия, СССР, 1979, цв., 79 мин. Мелодрама, режиссёр: Костроменко, Вадим Васильевич
- 1975 Не отдавай королеву, 142 мин, Драма, Режиссёр: Олег Ленциус
- 1974 Вот такие истории — фильм-спектакль, Драма, комедия. Режиссёр: Бровкин, Вячеслав Владимирович, Ишимбаева, Лидия Сергеевна
- 1974 Встреча | 1-я серия
- 1974 Иллюзорный факт | 2-я серия
- 1974 Не с первого взгляда | 3-я серия
- 1973 Инженер (фильм-спектакль) — экранизация, телеспектакль, Малый театр, Творческое объединение «Экран», Московского драматического театра имени К. С. Станиславского, Режиссёры-постановщики: Бейлис, Владимир Михайлович и Виталий Иванов
- 1969 Вальс, СССР, Мосфильм, 1969, цв, Драма, Режиссёр: Титов, Виктор Абросимович
- 1967 Рядом с вами, Мелодрама. Режиссёр: Дубровин, Юрий Николаевич
- 1962 Маленькие мечтатели (киноальманах)
- 1962 Ошибка | Памылка
- 1961 День, когда исполняется 30 лет, СССР, Беларусьфильм, 1961, ч/б, 89 мин. Мелодрама, Мелодрама. Режиссёр: Виноградов, Валентин Николаевич

## Семья
Елена Каплинская вышла замуж за актёра Игоря Сретенского. Имела сына от первого брака.